# Batalha da Jutlândia
A Batalha da Jutlândia, chamada em alemão da Batalha de Skagerrak, foi uma batalha naval travada entre a Grande Frota da Marinha Real Britânica, sob o comando do Almirante Sir John Jellicoe, e a Frota de Alto Mar da Marinha Imperial Alemã, sob o comando do Vice-Almirante Reinhard Scheer, durante a Primeira Guerra Mundial. A batalha se desenrolou em extensas manobras e três confrontos principais (a ação do cruzador de batalha, a ação da frota e a ação noturna), de 31 de maio a 1º de junho de 1916, na costa do Mar do Norte da Península da Jutlândia dinamarquesa. Foi a maior batalha naval e o único confronto em grande escala de navios de guerra da guerra. A Batalha da Jutlândia foi a terceira ação da frota entre encouraçados de aço, após a Batalha do Mar Amarelo em 1904 e a Batalha de Tsushima em 1905, durante a Guerra Russo-Japonesa A Batalha da Jutlândia foi a última grande batalha da história travada principalmente por navios de guerra.
A Frota de Alto Mar da Alemanha pretendia atrair, prender e destruir uma parte da Grande Frota Britânica, já que a força naval alemã era insuficiente para enfrentar abertamente toda a frota britânica. Isso fazia parte de uma estratégia maior para quebrar o bloqueio britânico à Alemanha e permitir o acesso de navios de guerra alemães ao Atlântico. Enquanto isso, a Marinha Real da Grã-Bretanha seguiu uma estratégia de engajar e destruir a Frota de Alto Mar, mantendo assim as forças navais alemãs contidas e longe da Grã-Bretanha e de suas rotas marítimas.
Os alemães planejavam usar o grupo de reconhecimento rápido do vice-almirante Franz Hipper de cinco modernos cruzadores de batalha para atrair os esquadrões de cruzadores de batalha do vice-almirante Sir David Beatty para o caminho da principal frota alemã. Eles posicionaram submarinos com antecedência nas rotas prováveis dos navios britânicos. No entanto, os britânicos aprenderam com as interceptações de sinal que uma grande operação da frota era provável, então em 30 de maio, Jellicoe navegou com a Grande Frota para se encontrar com Beatty, passando por cima dos locais dos piquetes submarinos alemães enquanto eles não estavam preparados. O plano alemão havia sido adiado, causando mais problemas para seus submarinos, que haviam atingido o limite de sua resistência no mar.
Na tarde de 31 de maio, Beatty encontrou a força de cruzadores de batalha de Hipper muito antes do que os alemães esperavam. Em uma batalha contínua, Hipper atraiu com sucesso a vanguarda britânica para o caminho da Frota de Alto Mar. No momento em que Beatty avistou a força maior e voltou para a frota principal britânica, ele havia perdido dois cruzadores de batalha de uma força de seis cruzadores de batalha e quatro poderosos navios de guerra - embora ele tivesse corrido à frente de seus navios de guerra do 5º Esquadrão de Batalha.no início do dia, perdendo-os efetivamente como um componente integral para grande parte desta ação de abertura contra os cinco navios comandados por Hipper. A retirada de Beatty ao avistar a Frota de Alto Mar, que os britânicos não sabiam estar em mar aberto, reverteria o curso da batalha ao atrair a frota alemã em perseguição à Grande Frota Britânica. Entre 18h30, quando o sol estava se pondo no horizonte oeste, iluminando as forças alemãs, e o anoitecer por volta das 20h30, as duas frotas - totalizando 250 navios entre elas - se enfrentaram diretamente duas vezes.
Catorze navios britânicos e onze alemães afundaram, com um total de 9 823 baixas. Após o pôr do sol e durante a noite, Jellicoe manobrou para isolar os alemães de sua base, na esperança de continuar a batalha na manhã seguinte, mas sob o manto da escuridão Scheer rompeu as forças leves britânicas formando a retaguarda da Grande Frota e voltou para o porto.
Ambos os lados reivindicaram a vitória. Os britânicos perderam mais navios e o dobro de marinheiros, mas conseguiram conter a frota alemã. A imprensa britânica criticou o fracasso da Grande Frota em forçar um resultado decisivo, enquanto o plano de Scheer de destruir uma parte substancial da frota britânica também falhou. A estratégia britânica de negar à Alemanha o acesso ao Reino Unido e ao Atlântico teve sucesso, o que era o objetivo britânico de longo prazo. A " frota alemã em ser" continuou a representar uma ameaça, exigindo que os britânicos mantivessem seus encouraçados concentrados no Mar do Norte, mas a batalha reforçou a política alemã de evitar qualquer contato frota a frota. No final de 1916, após novas tentativas malsucedidas de reduzir o Com a vantagem numérica da Marinha Real, a Marinha Alemã aceitou que seus navios de superfície haviam sido contidos com sucesso, subsequentemente voltando seus esforços e recursos para a guerra submarina irrestrita e a destruição de navios aliados e neutros, o que - junto com o Telegrama Zimmermann - em abril de 1917 desencadeou o Declaração de guerra dos Estados Unidos da América à Alemanha.
As análises subsequentes encomendadas pela Marinha Real geraram forte desacordo entre os apoiadores de Jellicoe e Beatty sobre o desempenho dos dois almirantes na batalha. O debate sobre seu desempenho e o significado da batalha continua até hoje.

## Fotos

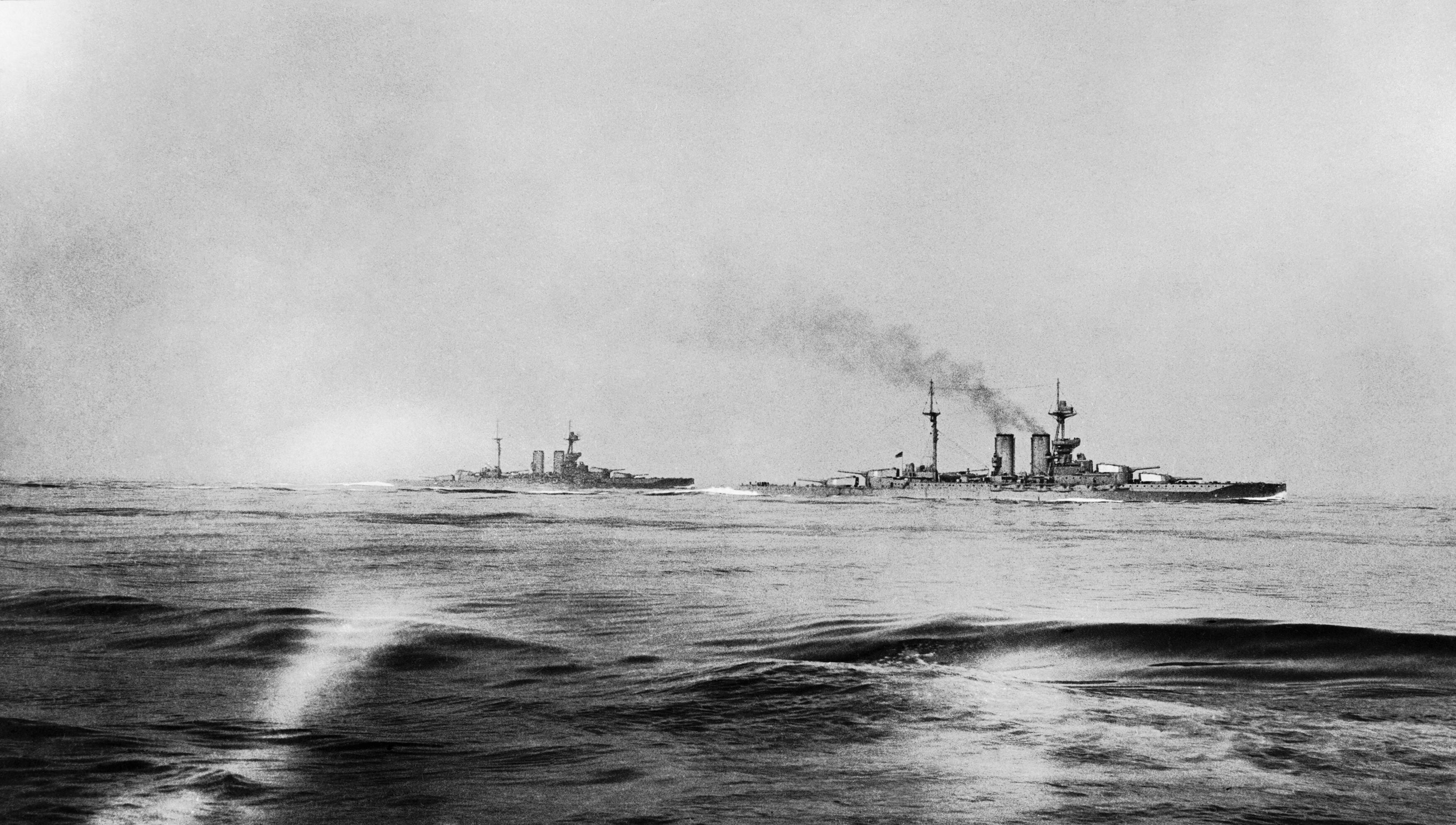
Os navios de guerra britânicos HMS Warspite e HMS Malaya partem para o confronto.
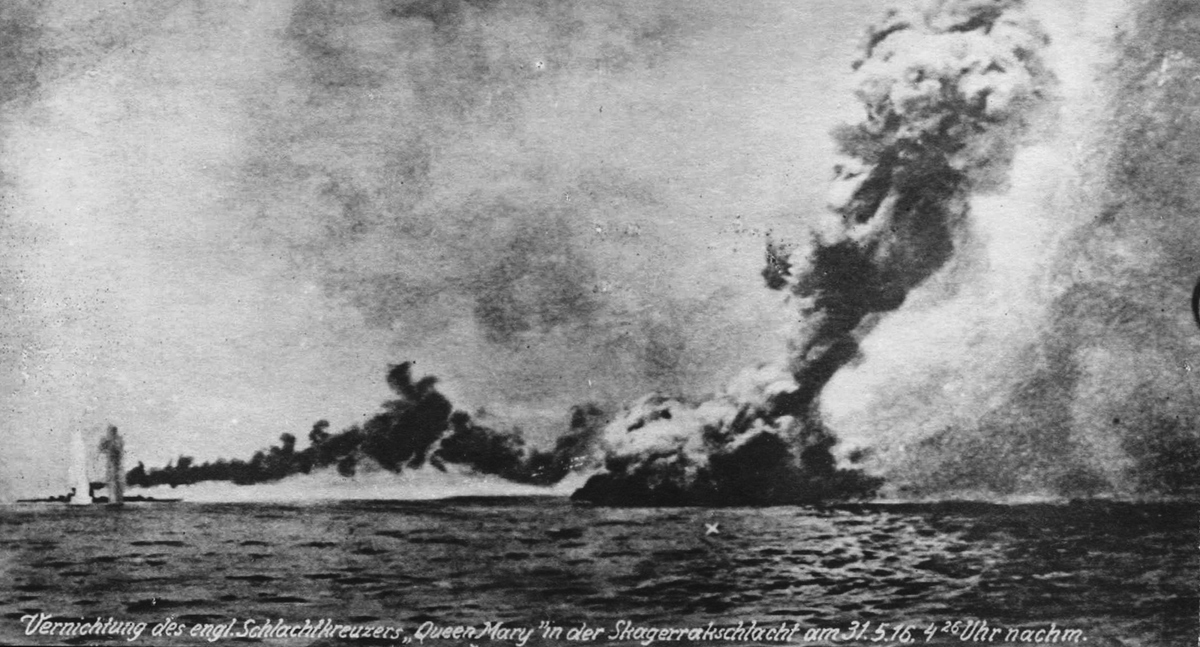
Explosão do navio HMS Queen Mary na batalha da Jutlândia.
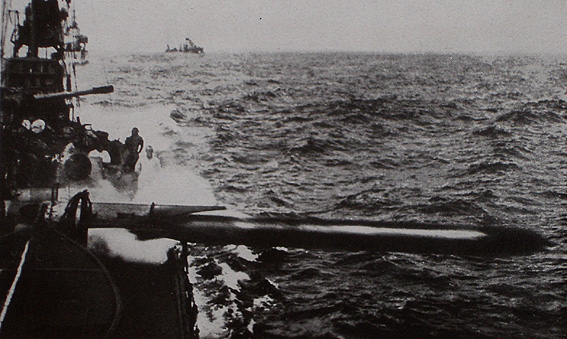
Uma embarcação alemã disparando um torpedo durante a luta.